# Théodore Lacombe
Théodore Lacombe  (Théodore Lacombe Paillet) (Pointe-à-Pitre, Guadeloupe, 27 Nov 1822 – París, 5 de febrero de 1871) fue un pintor y fotógrafo venezolano del siglo XIX. Es conocido por su trabajo como paisajista y retratista. Entre sus obras más conocidas se encuentran el retrato del General Lino de Clemente y el retrato ecuestre del General José Laurencio Silva.

## Biografía
Nace el 27 de noviembre de 1822 en Pointe-à-Pitre, Guadeloupe Isla Francesa en el Caribe, al igual que sus hermanos Rose Maria Claire Lacombe (1824-1892) y Jeanne Léonie Lacombe (1825-1862) . Hijo del doctor Adolfo Lacombe y Adelaïde Arnoud Paillet. Su educación transcurre en Francia donde estudia pintura e historia natural. Arriba a Venezuela por el puerto de la Guaira el 26 de octubre de 1841 en un bergantín procedente de Burdeos. Establecido en el país, se dedica a viajar por el interior de Venezuela y para el año de 1846 realiza recorridos hacia el occidente en compañía del artista Gerónimo Martínez. Para el mes de julio de ese mismo año retorna a Caracas, desde Puerto Cabello, ciudad donde vivían sus padres y se dispone a realizar un viaje al continente europeo en 1846. Hacia 1847 tras un breve viaje a Francia se establece de nuevo en Caracas dedicándose a la pintura por un período de 20 años, donde se le reconoce como un agradable paisajista.
Si bien se presume que la producción pictórica de Lacombe fue abundante, solo se conocen cuatro obras, una de ellas un retrato póstumo del prócer Lino de Clemente (quien había fallecido en 1834) en el cual el pintor se atreve a innovar en la representación evitando el fondo plano, un aspecto común en los retratos de entonces, para incorporar un espacio con un paisaje inventado en el segundo plano de la obra. Del mismo modo se presume que Lacombe debe haber visitado Puerto Cabello en varias oportunidades, pues allí vivían sus padres. En 1856 habría pintado una Vista de la ciudad de Puerto Cabello. También se ha encontrado una obra suya en el Museo Arquidiocesano de Mérida, que representa a un sacerdote pero que no ha sido posible identificar. Igualmente realizó un pequeño retrato ecuestre del General José Laurencio Silva, que a pesar de su ingenuidad, es uno de los primeros de su tipo ejecutados en el país, el cual se conserva en el Museo Bolivariano de Caracas.
Para el 2 de julio de 1856 comienza su actividad como fotógrafo, estableciendo su estudio en la calle de Carabobo y publica en el Diario de Avisos su servicio de realización de retratos fotográficos con colores, aplicando acuarela y óleo sobre el soporte fotográfico, asimismo ofrece retratos fotográficos sin color y fotografías de objetos variados, arquitectura, pinturas, grabados, etc. El 9 de julio de ese mismo año se asocia con el célebre fotógrafo Basilio Constantin para fotografiar sobre papel y vidrio, realizar retratos con colores al óleo y miniatura, y ambrotipos, alianza que solo dura un mes, tras la cual Lacombe retorna a su estudio en la calle de Carabobo. En 1857 le fue concedido el privilegio exclusivo para realizar ambrotipos en Venezuela.
En 1859 realiza con S.J. Nathan vistas de Maracaibo para un Álbum pintoresco, reuniendo una gran colección de imágenes estereoscópicas del paisaje urbano que ofrece en venta, además anuncia copias fieles de casas o establecimientos y retratos en el salón, que ambos promocionaban en el Correo de Occidente de esa ciudad. En 1860 vuelve a asociarse, como retratista, con Constantin en su estudio de Maracaibo como lo reporta El Fonógrafo el 21 de noviembre de 1860.
Lacombe estuvo casado con Concepción Hernández. Falleció en París a los 47 años, según consta en su acta de defunción, en la cual se señala a Maracaibo como lugar de nacimiento.

## Obras
- Paisaje de la ciudad de Puerto Cabello.
- Representación de un sacerdote no identificado.
- Retrato del General Lino de Clemente.
- Retrato ecuestre del General José Laurencio Silva.

## Colecciones
- Fundación John Boulton, Caracas, Venezuela.
- Museo Arquidiocesano, Mérida, Venezuela.
- Museo Bolivariano, Caracas, Venezuela.